# Puerto Ibicuy
Puerto Ibicuy är en ort i Argentina.   Den ligger i provinsen Entre Ríos, i den centrala delen av landet, 120 km nordväst om huvudstaden Buenos Aires. Puerto Ibicuy ligger 3 meter över havet och antalet invånare är 4 477.
Terrängen runt Puerto Ibicuy är mycket platt. Runt Puerto Ibicuy är det mycket glesbefolkat, med 2 invånare per kvadratkilometer.. Det finns inga andra samhällen i närheten. 
Trakten runt Puerto Ibicuy består huvudsakligen av våtmarker.